# برف و بوران ۱۳۸۶ هرات
زمستان ۱۳۸۶ هرات سردترین زمستان تاریخ معاصر افغانستان است که دمای هوا تا بیست و هفت درجه سانتیگراد زیر صفر رسید در مناطقی از هرات تا دو متر برف بارید. دمای هوا در برخی از روزها و در مقایسه همان روز حتی از قطب جنوب هم سردتر بود و بر اساس آمار رسمی مسوولین دولتی این سرما منجر به کشته شدن حداقل یک هزار نفر و قطع دست و پای ده‌ها تن دیگر گردید و ده‌ها هزار دام از بین رفت.

## آغاز سرما
تقریباً از اواسط دی ماه سال ۱۳۸۶ خورشیدی سرمای شدیدی نیمی از کره زمین را فرا گرفت، اما این سرما بیش از همه گریبانگیر مردم افغانستان به ویژه اهالی هرات در غرب افغانستان شد.
زمستان ۱۳۸۶، برف بی‌سابقه و سرمای سرسام‌آور آن بعد از یک دهه خشکسالی، مردم افغانستان را به شدت غافلگیر کرد؛ طوری‌که تا نیمه‌های ماه دی، هیچ خبری از برف و بارندگی نبود، اموال و مواشی مردم بخصوص کوچ نشین‌ها، در دشت و کوه پراکنده بودند و هیچ انتظار چنین پیشامد ناگهانی برف و سرما را نداشتند.
روز هفدهم دی ماه ۱۳۸۶ برف ناگهانی شروع به باریدن گرفت، چوپان‌ها و چادرنشین‌ها بیش از همه غافلگیر شدند و بیشترین تلفات مالی و جانی را متحمل شدند.
تعداد زیادی از کسانی که در بیابان‌ها و دشت‌ها گیر کرده بودند بر اثر سرما و راهپیمایی‌های طولانی در برف، انگشت‌های دست و پا و دیگر اعضای‌شان را از دست دادند، حتی استخوان‌های دست و پاهای‌شان نیز در بیمارستان مرکزی ولایت هرات قطع گردید.
صدها راس مواشی به ویژه گوسفند بر اثر سرما جان دادند. بیماری سینه پهلو بشدت گسترش یافت و کودکان را مورد هجوم قرار داد.

## توقف روند عادی زندگی
بر اثر این سرمای بی‌سابقه بیماری‌هایی چون سینه پهلو بخصوص در میان کودکان بشدت افزایش یافت. قیمت مواد سوختی نیز به بالاترین سطح رسید.
قیمت هر کیلوگرم گاز مایع از پنجاه و دو افغانی به هفتاد افغانی (معادل یک و نیم دلار آمریکایی) رسید.
تجارت و کسب و کار در هرات تا حد زیادی متوقف شد و میزان بارش برف در مناطقی از این ولایت به دو متر رسید و سرمای شدید و یخبندان راه‌های مواصلاتی سیزده ولسوالی را با شهر هرات قطع کرد.
تردد وسایط نقلیه در شهر هرات مرکز این ولایت کند شد و بیمارستان‌های هرات مملو از بیمارهایی شد که در پی بروز سرما به آن دچار شدند.
ولسوالی‌های غوریان، زنده‌جان، شیندند، ادرسکن و گلران ولایت هرات را سرمای مرگبارتری فرا گرفت و بیشترین قربانی‌های این سرما را متحمل شدند.
جریان برق در مناطقی از هرات قطع و وصل گردیده و با یخ زدن لوله‌های آب شهری بسیاری از مردم با کمبود آب مواجه شدند،
ادارات دولتی نیز به حالت نیمه تعطیل درآمدند.
شدت سرمای غافلگیرکننده و کمبود سوخت به حدی بود که بسیاری از مردم شهر هرات به اجبار تنها یکی از اتاق‌های خانه‌شان را گرم می‌کردند و در همان خانه بود و باش داشتند. به جرئت می‌توان گفت وجود جریان برق که البته بدون قطعی هم نبود تا حدودی توانست از وقوع فاجعه انسانی بزرگتر جلوگیری کند.

## قطع یا شکستگی دست و پا
بر علاوه اینکه دست‌ها یا پاهای ده‌ها تن بر اثر یخ زدگی قطع گردید، یخ‌بندان لغزنده هرات و لغزش روزمره مردم در خیابان‌ها باعث شکستن دست یا پای حداقل ششصد تن گردید.

## درخواست کمک
سید حسین انوری والی وقت هرات طی پیامی در سایت رسمی ولایت هرات و همچنان در تلویزیون هرات از دولت، نیروهای خارجی و شهروندان افغانی مقیم خارج خواست تا بزودترین فرصت با تمام توان به مردم هرات کمک کنند.
در این میان نیروهای خارجی مقیم هرات از هرگونه کمک سر باز زدند که به یک تنش سیاسی میان مسوولین محلی هرات و نیروهای خارجی بدل شد.
والی هرات در مصاحبه‌ای با تلویزیون محلی هرات، از عدم همکاری نیروهای ایساف (نظامیان تحت امر ناتو) انتقاد کرد.
سید حسین انوری، در این مصاحبه گفت ما برای رساندن کمک به آسیب دیدگان از نیروهای ایساف درخواست کمک کردیم، اما آنان به دلیل اینکه مناطق آسیب دیده در نزدیکی مرز ایران قرار دارد، از همکاری با ما خودداری کردند. اتاق‌های تجارت افغانستان اعلام کرده‌است که تاجران بخش خصوصی این کشور، دو درصد از محصول اموالشان را، برای کمک به آسیب دیدگان سرمای شدید ولایت هرات اختصاص داده‌اند. خیمه‌های کمک ستانی هلال احمر و نهادهای خیریه در برخی از چهارراهی‌های شهر برپا شدند و مردم شهر لباس‌های گرم و کمک‌های نقدی شان را اهدا می‌کردند.
در منطقه کمپ مسلخ یک شهروند افغانی کودک دو ساله‌اش را به مبلغ چهارهزار افغانی (۸۰ دلار آمریکایی) فروخت و پخش خبر این واقعه از تلویزیون خصوصی آریانا منجر شد تا میزان کمک‌ها افزایش یابد.

## تخریب آسفالت خیابان‌ها
بی‌بی‌سی فارسی طی گزارشی پس از پایان سرمای شدید اعلان کرد که تقریباً بیشتر آسفالت جاده‌های هرات بر اثر یخبندان تخریب شده‌اند.
خیابان‌های هرات پس از گذراندن سردترین سرما طی دست کم سی سال گذشته به شدت تخریب شدند و چاله‌های کوچک و بزرگی در سطح شهر دهان باز کرده که گشت و گذار مردم و وسایل نقلیه در شهر را مشکل کرد.
برخی از خیابان‌ها با بیرون شدن گل و لای از چاله‌های به وجود آمده، رنگ و روی خیابان‌های خاکی و آسفالت نشده را به خود گرفتند و کمتر می‌توانست باور کرد که این خیابان‌ها زمانی آسفالت بوده‌اند.

## اخراج مهاجران افغانی
در اوج سرمای شدید ۱۳۸۶ هرات، ایران با غافلگیر نمودن دولت افغانستان ده‌ها مهاجر غیرقانونی افغانی را از طریق مرز هرات اخراج کرد، با توجه به بسته بودن راه‌ها، دولت افغانستان با یک مشکل جدی دیگر مواجه شد.
مسوولین محلی در هرات با انتشار اعلامیه گفتند ایران مهاجران افغانی را به کام مرگ فرستاده‌است. آن‌ها گفتند به علت مسدود بودن راه اسلام قلعه به هرات، مهاجران اخراج شده در مرز گیر کرده‌اند و هیچگونه امکاناتی برای انتقال آن‌ها به شهر هرات یا ارسال کمک به آن‌ها وجود ندارد.
برخی از مهاجران رد مرز شده به خانه‌های مردم محل پناه بردند. در همین تعدادی از مهندسان راه‌سازی ایرانی که در برف هرات هرات گیر مانده بودند با تلاش دولت افغانستان نجات یافتند. مقامات محلی هرات خطاب به دولت ایران گفتند ما انتظار چنین اقدامی (اخراج مهاجرین در هوای سرد و برفی) را از جمهوری اسلامی ایران نداشتیم، به خصوص این عمل در حالی صورت گرفته که ما با دولت ایران روابط دوستانه و نزدیکی داریم".